# Andrzej Kowal
Andrzej Kowal (sinh ngày 27 tháng 2 năm 1971) là một cựu cầu thủ bóng chuyền người Ba Lan. Anh hiện đang là huấn luyện viên trưởng của Ślepsk Suwałki.

## Tiểu sử
Andrzej Kowal sinh tại Nowa Sarzyna, Ba Lan. Anh và vợ mình là Magdalena có với nhau hai người con: con trai Michał và con gái Monika.

## Sự nghiệp huấn luyện viên
Andrzej Kowal là huấn luyện viên trưởng của Asseco Resovia vào năm 2011. Trong mùa giải 2011/2012, anh đạt được danh hiệu Vô địch Ba Lan và huy chương bạc Cúp CEV. Tiếp đó, trong mùa giải 2012/2013, đội tuyển giành được danh hiệu Vô địch Ba Lan lần thứ hai. Andrzej Kowal trở thành huấn luyện viên trưởng của đội tuyển quốc gia Ba Lan B (dưới 23 tuổi) vào tháng 2 năm 2014. Năm 2014, câu lạc bộ Asseco Resovia để thua PGE Skra Bełchatów trong trận chung kết Giải vô địch Ba Lan. Ngày 29 tháng 3 năm 2015, đội tuyển anh dẫn dắt thua trong trận chung kết Giải vô địch CEV 2014–15 và giành được huy chương bạc. Tháng 4 năm 2015, Andrzej Kowal dẫn dắt đội đến danh hiệu Vô địch Ba Lan lần thứ ba và ký hợp đồng mới có thời hạn 3 năm với Asseco Resovia. Đội tuyển quốc gia Ba Lan do anh dẫn dắt đã xuất sắc giành vị trí thứ 4 tại Đại hội Thể thao Châu Âu 2015. Ngày 14 tháng 8 năm 2015, đội này giành được huy chương đồng tại Giải European League.